# Doi Toshikatsu

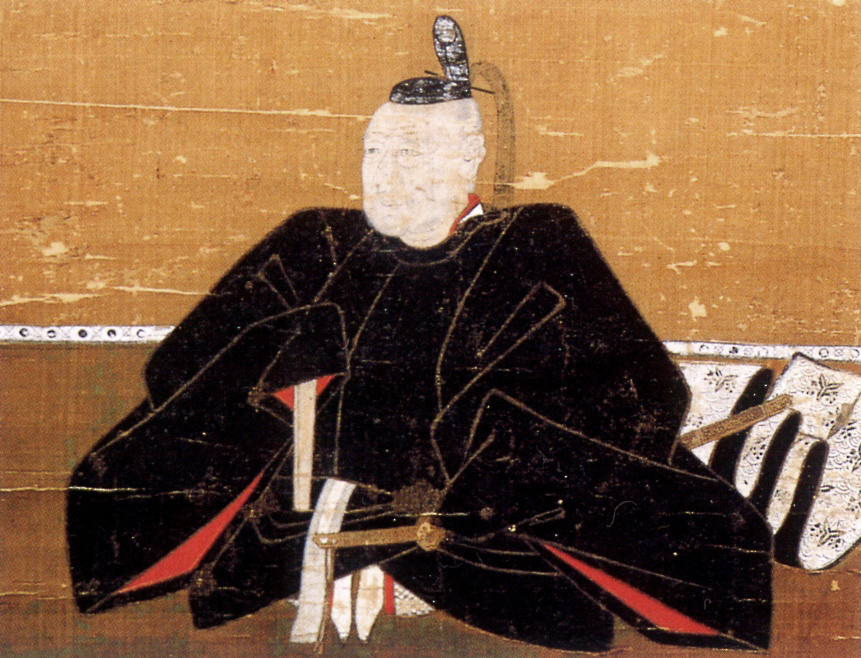
Doi Toshikatsu

Doi Toshikatsu (japanisch 土井 利勝; geboren 19. April 1573; gestorben 12. August 1644) war ein japanischer Staatsmann und Daimyō.

## Leben und Wirken
Doi Toshikatsu war sechs Jahre alt, als Shogun Tokugawa Ieyasu ihn zum Dienst unter seinem 1579 geborenen Sohn Hidetada einsetzte. Obwohl Toshikatsu offiziell Sohn von Mizuno Nobumoto (水野 信元; 1576–?), dem älteren Bruder von Ieyasus Mutter, war und später von Doi Toshimasa (土井 利昌) adoptiert wurde, gab es das Gerücht, dass er von Ieyasu gezeugt worden sei.
Toshikatsu war einer der engsten Berater Hidetadas in Edo, als dieser von 1605 bis 1616 zusammen mit seinem Vater Ieyasu regierte. 1602 erhielt Toshikatsu das Lehen Omigawa (小見川藩 -han) in der Provinz Shimousa (heute Präfektur Chiba) mit einem Einkommen von 10.000 Koku. 1610 kam Sakura (Burgstadt Sakura) mit mehr als 32.000 Koku dazu. Sein Einkommen wurde mehrfach erhöht, so dass er 1625 über 42.000 Koku verfügte.
1610 wurde Toshikatsu zum Rōjū ernannt. Von da an bis 1632 war er einer der mächtigsten Männer in der Regierung.
Sein Einfluss schwand mit Hidetadas Tod. So wurde er 1638 zwar zum Tairō befördert, doch war es in diesem Fall eine ehrenvolle Stellung ohne wirklich Macht. Zum Zeitpunkt seines Todes besaß er das Lehen Koga (Burgstadt Koga) in der Provinz Shimousa, heute Präfektur Ibaraki.